# Nowy ład mieszkaniowy
Nowy ład mieszkaniowy – projekt rządowych założeń polityki mieszkaniowej Polski po transformacji ustrojowej, ogłoszony w 1992 w „Sprawach mieszkaniowych”. Opierał się na artykule Memoriał mieszkaniowy z 1992; plan opublikowano ponownie po komentarzach i poprawkach w 1993 jako Założenia polityki mieszkaniowej państwa. Przygotowany pod kierunkiem A. Bratkowskiego i I. Herbst z Ministerstwa Gospodarki Przestrzennej i Budownictwa w rządzie Hanny Suchockiej. Realizację projektu zatrzymało rozwiązanie Sejmu I kadencji w maju i dymisja rządu w październiku 1993. Część postulatów Nowego ładu… została urzeczywistniona przez Sejm II kadencji, i podtrzymana lub wycofana przez kolejne władze.

## Kontekst
W ocenie m.in. Nieciuńskiego czy Cesarskiego, okres intensywnego budownictwa w latach siedemdziesiątych nie rozwiązał problemu niedoboru i złego stanu mieszkań w Polsce; Herbst stwierdziła w 2016, że ten „kryzys trwa nieprzerwanie od dziesiątków lat”. Według przeglądu historycznego Ministerstwa Rozwoju z 2020, sytuację komplikowała stale silna presja demograficzna i urbanizacyjna. Pod koniec lat siedemdziesiątych rząd ograniczył wsparcie dla publicznego budownictwa komunalnego (z całkowitą przerwą w latach 1976–1981), skupiając się na spółdzielczości mieszkaniowej. Braki lokalowe pogłębiały się szczególnie od załamania gospodarczego w 1979, co ujawniały wyniki spisów powszechnych i czemu poświęcały uwagę m.in. prace Instytutu Gospodarki Mieszkaniowej. W następstwie transformacji ustrojowej nowe władze wycofały się także ze wspierania spółdzielczości, na rzecz samego budownictwa własnościowego. Ono również borykało się jednak z nieporządkiem prawnym oraz słabą organizacją i kondycją finansową sektora prywatnego, szczególnie w warunkach wysokiej inflacji. Jak wspominała Herbst, po zmianie ustrojowej przygotowała z Bratkowskim tekst Memoriał mieszkaniowy, w oparciu o wcześniejsze prace i dane m.in. IGM oraz Banku Światowego i doświadczenia np. Niemiec, proponujący rozwiązania dla problemów zarówno prywatnego, spółdzielczego, jak i publicznego mieszkalnictwa. Publikacja zdobyła uznanie i wsparcie m.in. Jacka Kuronia, dzięki czemu przerodziła się w rządowy projekt reform. Jej postulaty zostały ok. 1994–1997 częściowo wdrożone, pod presją najniższych wyników budownictwa mieszkaniowego od ok. 50 lat.

## Postulaty
Autorzy Nowego ładu… deklarowali oparcie się na założeniu, że mieszkanie jest podstawowym warunkiem życia, do którego wolny i równy dostęp w mieszanym publiczno-prywatnym systemie musi zapewnić państwo. Diagnozowali wysoki, niemalejący od dekad deficyt mieszkaniowy, brak kompleksowych reform do tego momentu oraz wymagające szybkiego rozwiązania problemy, m.in. nieekonomiczne czynsze pokrywające średnio 38% kosztów utrzymania, niejasną strukturę własności, bardzo słabą akcję kredytową i finansowanie budownictwa oraz dekapitalizację zasobu mieszkaniowego. Niedobór i zły stan mieszkań miał ich zdaniem szkodzący wpływ na życie społeczne i gospodarkę, ograniczając mobilność ludzi i utrudniając restrukturyzację i wzrost. Zalecali prawne uporządkowanie form własności i zarządzania, ekonomizację gospodarki mieszkaniowej i czynszów, z pomocą finansową dla najuboższych oraz ulgami podatkowymi od budownictwa, utworzenie lub wsparcie powstania nowych instytucji finansowania i wykonawstwa publicznego i prywatnego budownictwa oraz przekazanie samorządom zarządzania budownictwem komunalnym. Rozwinięte miały zostać m.in. kasy oszczędnościowo-pożyczkowe, kredyty hipoteczne wspierane przez państwowy bank hipoteczny oraz społeczne budownictwo czynszowe wspierane przez Krajowy Fundusz Mieszkaniowy. Ogólnie, budownictwo dla większości obywateli miał zapewniać rynek, a dla uboższych spółdzielnie i samorządy. Według Nieciuńskiego oraz ówczesnego stanowiska Polskiego Towarzystwa Ekonomicznego dyskusyjną decyzją było utrzymanie prywatnego, własnościowego mieszkalnictwa jako priorytetu i niejasny stosunek do spółdzielczości.

## Realizacja i późniejsze reformy
Wśród ustaw wiązanych z Nowym ładem… wymieniane są poniższe (wraz z niektórymi późniejszymi zmianami), np. według Cesarskiego czy Zaparta:
- Ustawa z dnia 2 lipca 1994 r. o najmie lokali mieszkalnych i dodatkach mieszkaniowych (Dz.U. z 1994 r. nr 105, poz. 509) – która zastępowała ustawę Prawo lokalowe z 1974 r. Likwidowała procedurę przydziału budynku lub lokalu na podstawie decyzji administracyjnej, na rzecz podmiotowości spółdzielni. Oddawała samorządom większą kontrolę nad poziomem czynszów administracyjnych, oraz ustanawiała obowiązek tworzenia mieszkaniowego zasobu gminy (lokali socjalnych). Tworzyła nowe instrumenty finansowej pomocy mieszkaniowej dla niezamożnych. Powoływała instytucję wspólnoty mieszkaniowej[1][2][24].
- Ustawa z dnia 24 czerwca 1994 r. o własności lokali (Dz.U. z 1994 r. nr 85, poz. 388) z późniejszymi zmianami – określiła zasady własności i współwłasności części nieruchomości, oraz dookreśliła status prawny wspólnot mieszkaniowych i ich zarządu. Ułatwiła prywatyzację mieszkań komunalnych[1][2].
- Ustawa z dnia 26 października 1995 r. o niektórych formach popierania budownictwa mieszkaniowego i zmianie niektórych ustaw (Dz.U. z 1995 r. nr 133, poz. 654) oraz ustawa z dnia 5 czerwca 1997 r. o kasach oszczędnościowo budowlanych i wspieraniu przez państwo oszczędzania na cele mieszkaniowe (Dz.U. z 1997 r. nr 85, poz. 538) – umocowały prawnie kasy mieszkaniowe (nową oszczędnościowo-kredytową działalność banków) i kasy oszczędnościowo-budowlane, oraz wprowadziły nowe ulgi podatkowe. Powołały Towarzystwa Budownictwa Społecznego i Krajowy Fundusz Mieszkaniowy[1][2].

Reformy wprowadzała koalicja SLD-PSL, pod resortowym kierunkiem Barbary Blidy, ówcz. ministra Gospodarki Przestrzennej i Budownictwa, która określiła później źródłowy NŁM jako „zbiór pobożnych życzeń”. Nowy ład… jako konkretny plan zmian został wprowadzony w życie częściowo – w mniejszym lub większym stopniu według różnych autorów. Zdaniem przewodniczącego Kongresu Budownictwa Polskiego z 2010 był „jedynym programem, który został wdrożony”, także w opinii Herbst „program reform [z lat 1990–1995] został w pełni zrealizowany”, jednak np. według reportera wGospodarce, „większości założeń nie udało się wdrożyć”. Retrospektywa Najnigiera z 2010 opisuje, że wbrew planom ustawy nie uporządkowały kwestii własnościowego i lokatorskiego prawa do lokalu spółdzielczego. Nie udało się także stworzyć państwowego banku hipotecznego ani Państwowej Agencji Mieszkaniowej. Ustanowienie kas budowlanych, które zajęło w Sejmie trzy lata negocjacji, zostało zablokowane na poziomie wykonawczym przez rząd.
Wraz z kolejnymi trudnościami gospodarczymi, następne rządy wycofywały się ze wsparcia budżetu centralnego dla sektora budowlanego i mieszkaniowego. Tzw. duża ulga budowlana została zlikwidowana w 2001, i zastąpiona niedługo później ulgą odsetkową; usunięto także ulgi dla kas mieszkaniowych, co zdaniem Najnigiera podważyło sens ich istnienia. W kolejnych latach skasowane zostały również ulgi od budowy na wynajem i ulgi remontowo-modernizacyjne, oraz dotacje dla gmin na dodatki mieszkaniowe. W 2009 zlikwidowany został KFM, co przerwało dostępność kredytów preferencyjnych dla TBS-ów, a głównym programem mieszkaniowym rządu została Rodzina na swoim. Wsparcie finansowe dla TBS-ów zostało przywrócone w 2015.
W opinii uczestników retrospektywnej sesji Kongresu Finansowania Nieruchomości Mieszkaniowych, czy Herbst, po roku 2000 rządy zmieniły strategię: ograniczyły bezpośrednie wsparcie dla budownictwa i wspierały głównie rynek kredytów, co miało doprowadzić do powstania „monokultury kredytów hipotecznych”. Plany budowy krajowego zasobu nieruchomości oceniono jako „fiasko”. Jeden z autorów decyzji z tego czasu, Piotr Styczeń, bronił ich ze względu na korzystne znaczenie dla rozwoju akcji kredytowej i wzmacniania własności prywatnej. Cesarski ocenia, że ta polityka wspierała głównie własność prywatną i ludność o wyższych dochodach. Według referowanych przez niego tekstów IGM, działania władz były „doraźne, nieskoordynowane, w sumie pasywne”. Po 2000 roku przez niskie wsparcie dla spółdzielczości obrało ono „taktykę przetrwania”; forsowana miała być prywatyzacja, i dążono do powszechnego uwłaszczenia, co uzasadniano większą troską właścicieli prywatnych o mieszkania i zrzuceniem kosztu ich utrzymania z gmin. Znacznie zmniejszył się zasób mieszkań komunalnych, i zmniejszyła się liczba mieszkań spółdzielczych. Zdaniem Herbst, propopytowa polityka była wartościowa w latach słabości rozwijającego się rynku finansowego w Polsce, później jednak taka orientacja była błędna: „dosypywanie pieniędzy do popytu w sytuacji, kiedy mamy sztywną podaż, a taka jest sytuacja w Polsce, powoduje wzrost cen. (…) Niektórzy doszukują się spiskowych teorii, wedle których likwidacja kredytów preferencyjnych miała wesprzeć deweloperów. Jednak uważam, że winą był brak wiedzy”. Zdaniem Nieciuńskiego, deklaracje dotyczące wspierania budowy mieszkań na wynajem nie zostały zrealizowane, pomimo okresowych „korekt”, np. wzrostu dotacji na KFM – obok „wielu cząstkowych i słusznych działań” ogólną „politykę (…) charakteryzowała pasywność i doraźność”.